# Salmacis rubricincta
Espèce
Salmacis rubricincta est une espèce d'oursins (échinodermes) de la famille des Temnopleuridae.

## Description et caractéristiques
Ce sont des oursins réguliers : le test (coquille) est hémisphérique, protégé par de fines radioles (piquants), l'ensemble suivant une symétrie pentaradiaire (centrale d'ordre 5) reliant la bouche (péristome) située au centre de la face orale (inférieure) à l'anus (périprocte) situé à l'apex aboral (pôle supérieur).
Le test est vert pâle avec des bandes blanches le long des ambulacres. Les radioles sont blanches avec quelques anneaux rouge vif ; elles sont nombreuses mais très fines et assez courtes, laissant généralement les cinq ambulacres apparents,.

## Habitat et répartition
Cet oursin fut initialement décrit à Saya de Malha (dans les Mascareignes), mais est parfois signalé ailleurs, notamment aux Philippines ; cependant, le risque de confusion est grand avec un jeune Salmacis belli.